# Malick Fall
Malick Fall Ndour (7 september 2002) is een Senegalees voetballer die sinds 2022 uitkomt voor SK Beveren.

## Carrière
Fall maakte in 2021 de overstap van het Senegalese opleidingscentrum NSFC Iyane naar Al-Hilal United FC, een club uit de derde divisie van de Verenigde Arabische Emiraten. Een jaar later verhuisde hij naar de Belgische tweedeklasser SK Beveren, waar hij een tweejarig contract met een optie op twee extra seizoenen ondertekende. In maart 2023 brak Beveren zijn contract open tot medio 2025.